# Route nationale 3 (Djibouti)
Pour les articles homonymes, voir Route nationale 3.
La route nationale 3 est une route nationale djiboutienne d'environ 10 kilomètres permettant de relier la ville de Djibouti à la plage et au port de Dolareh (au nord-ouest de la ville).